# Івахновецький ліс
Івахно́вецький ліс — ландшафтний заказник місцевого значення в Україні. Розташований у межах Закупненської селищної громади Кам'янець-Подільського району Хмельницької області, між селами Івахнівці та Залісся. 
Площа 81 га. Статус надано 16.10.1981 року. Перебуває у віданні ДП «Ярмолинецький лісгосп» (Вишнівчицьке л-во, кв. 3). 
Статус надано з метою збереження частини лісового масиву на мальовничих пагорбах Товтр. Зростають грабово-дубові насадження природного походження. У трав'яному покриві — орхідні види, цибуля ведмежа. 
Входить до складу національного природного парку «Подільські Товтри».